# MU90 (торпеда)

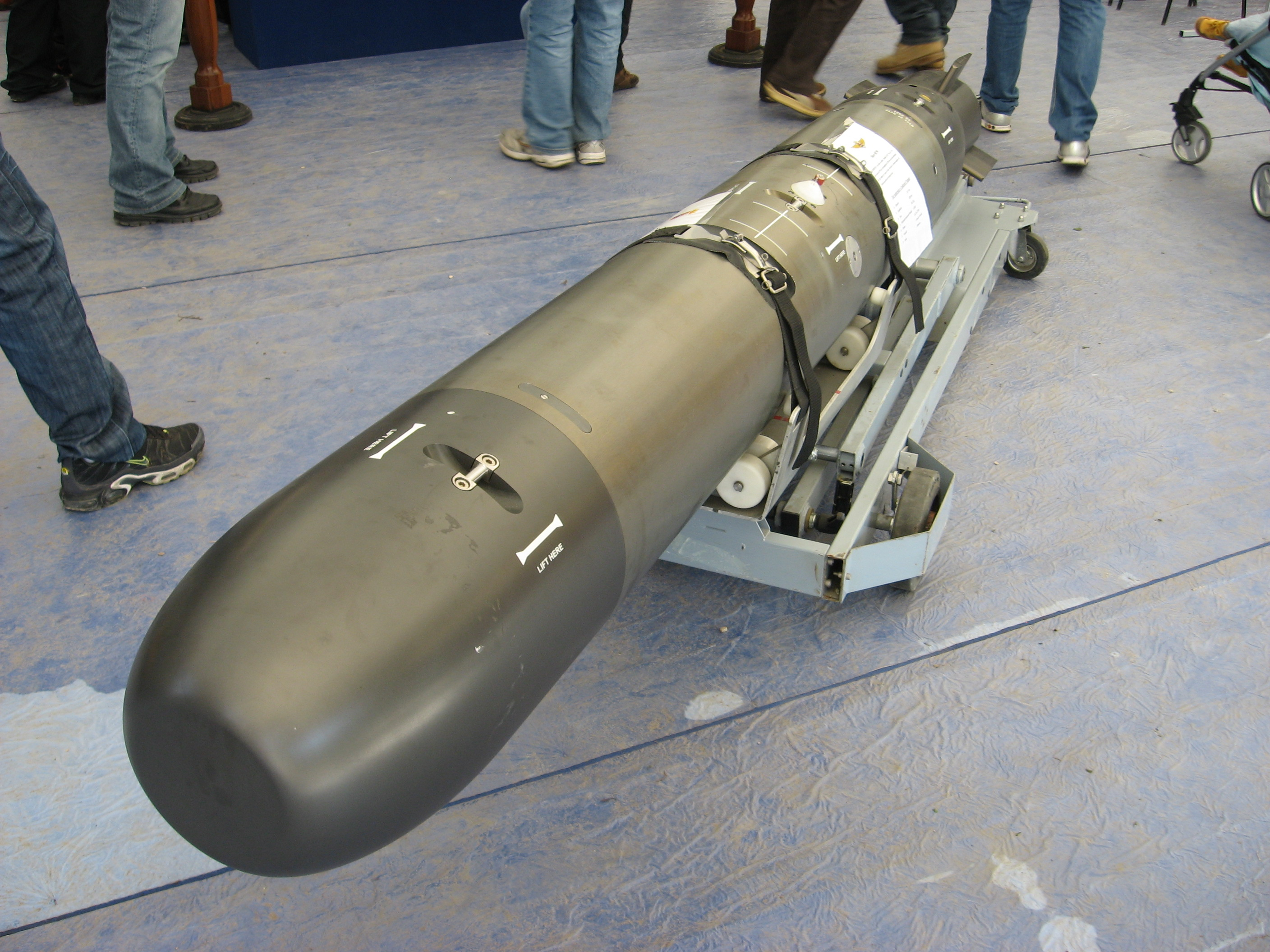
MU90

MU90 — легка європейська протичовнова торпеда. У модифікації MU90 Hard Kill може використовуватись для боротьби з ворожими торпедами.

## Історія
MU90 є спільним продуктом декількох європейських компаній. WASS — Whitehead Alenia Sistemi Subacquei (Італія), DCN International (Франція), виробляли торпеду A244/S.
Роботи над модернізацією торпеди A244/S Whitehead Motofides розпочала 1981 року. Вона мала отримати систему навігації CIACIO-S, більший радіус зони контролю з більшими можливостями ідентифікації об'єктів, швидкість 45 вузлів. Її тестування розпочали 1986, а прийняття на озброєння очікували близько 1992 року.
Одночасно ВМС Франції потребували легкої торпеди, для чого Direction Technique des Constructions Navales (DTCN) і Direction des Constructions Navales (DCN) розпочали спільний проєкт з Міністерством оборони Великої Британії, який не приніс успіху. Через це 1983 Франція зайнялась власним проєктом. Компанія Thomson-CSF розробляла 1989 торпеду Murène. Вона мали досягнути швидкість 38 вузлів, глибину занурення 1000 м.
Через конструктивні проблеми обидвох проєктів у жовтні 1990 Міністерство оборони Франції оголосило про об'єднання зусиль з Італією у створенні спільної торпеди. 16 травня 1991 уряди цих країн підписали угоду про об'єднання проєктів Murène i A290 заради створення торпеди MU 90. Для її виготовлення 1993 заклали концерн EuroTorp. Її випробовування відбулось 2 серпня 1994. У серпні 2013 випробовування торпеди провели ВМС Австралії.
У Європі торпеду використовують флоти Німеччини, Данії, Польщі.

### Технічні дані MU90

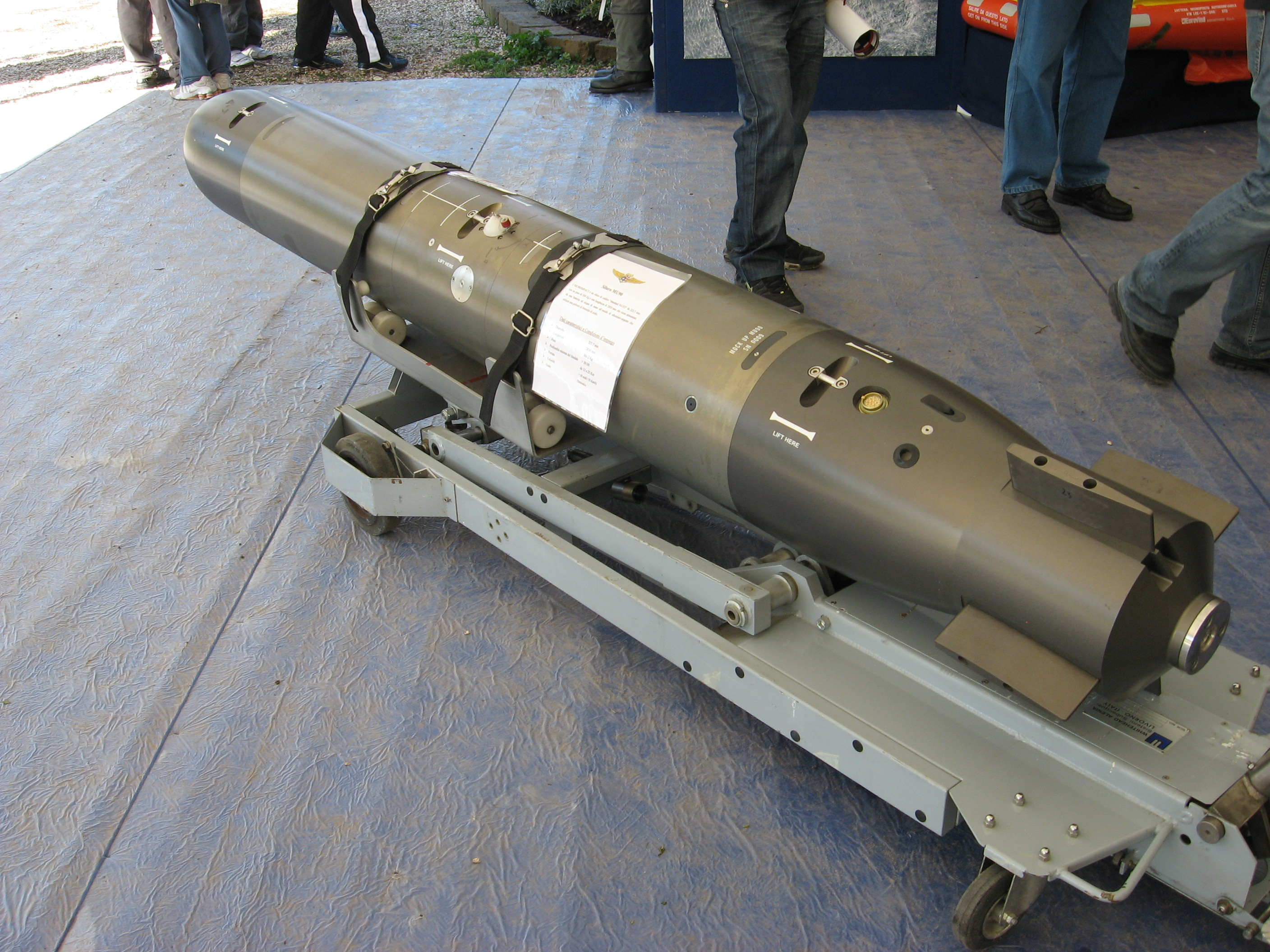
MU90

|                 |                                                  |
| Розміри         | Параметри                                        |
| Роки випуску    | →                                                |
| Країна-виробник | Франція • Італія                                 |
| Завод-виробник  | EuroTorp                                         |
| Довжина         | 2,85 м                                           |
| Діаметр         | 323,7 мм                                         |
| Вага            | 304 кг                                           |
| Мотор           | електричний водометний рушій                     |
| Швидкість       | 29-50 вузлів                                     |
| Дальність       | >10 км (макс. швидкість) >25 км (мін. швидкість) |
| Боєголовка      | 44 кг • кумулятивний ефект                       |
| Наведення       | активне і пасивне самонаведення                  |
| Глибина         | >1000 м                                          |